# Anton Laschan

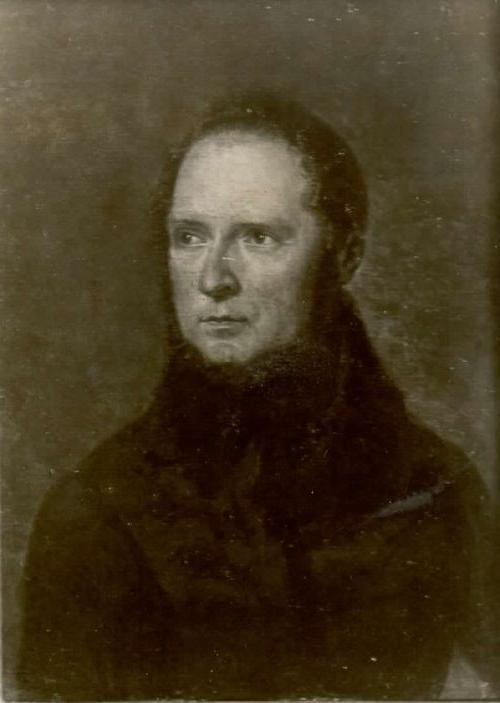
Laschan, Datum unbekannt.

Anton Laschan (nach 1870: Anton Laschan Ritter von Moorland; * 5. August 1811 in Möttling (Herzogtum Krain); † 22. Februar 1897 in Laibach) war ein österreichischer Verwaltungsjurist und Politiker.

## Leben
Laschan war der Sohn des Arztes Matthias Laschan und katholischer Konfession. Von 1829 bis 1832 studierte er Rechtswissenschaften an der Universität Graz. Nach dem Studium war er von 1833 bis 42 Konzeptspraktikant bei der Regierung in Triest. Ab den 1830er Jahren war er auch Mitarbeiter des "Illyrischen Blattes". Zwischen 1842 und 1847 arbeitete er als Konzeptspraktikant und Gerichtssubstitut in Neustadtl.
Von 1847 bis 1850 war er Kreiskommissär 3. Klasse, zunächst in Villach und seit 1849 in Klagenfurt. Danach war er von 1850 bis 1856 Konzipist in Klagenfurt und von 1856 bis 1860 Statthaltereisekretär in Laibach. Zwischen 1860 und 1866 wirkte er als Landrat, zunächst in Triest und seit 1861 in Laibach, bevor er von 1866 bis 1867 Landesregierungsrat in Laibach war. Von 1874 bis 1882 war er als Nachfolger von Karl Deschmann Bürgermeister in Laibach.
Vom 22. Juni 1848 bis zum 30. April 1849 vertrat er den Wahlkreis 3. Krain (Neustadtl) in der Frankfurter Nationalversammlung. Im Parlament blieb er fraktionslos und stimmte mit der Linken. Er gehörte zu den Abgeordneten, die gegen die Wahl Friedrich Wilhelms IV. zum Kaiser der Deutschen stimmten. Von 1871 bis 1882 war er Abgeordneter im Krainer Landtag. Zwischen 1871 und 1882 gehörte er dem Gemeinderat in Laibach. Er war Verfasser politischer und belletristischer Schriften.